# 緒方道彦
緒方 道彦（おがた みちひこ、1926年3月6日 - 2008年4月17日）は、日本の医学者、登山家、教育者。

## 経歴
長崎医科大学（長崎大学医学部の前身）教授緒方大象（のち九州大学医学部名誉教授）の長男として、長崎県に生まれる。父・大象は政治家緒方竹虎の実兄である。福岡県中学修猷館、旧制第五高等学校を経て、1952年九州大学医学部を卒業。五高時代から山岳部に所属し、九大在学中の1949年に福岡山の会に入会する。
1956年から1957年にかけて、第1次南極観測隊に医師として同行し、昭和基地建設を側面支援する。1959年九州大学医学部生理学教室に入局し、医学博士の学位を取得。1961年フロリダ大学、ロックフェラー医学研究所に留学し、1964年九州大学医学部助教授、1967年同教授に就任。1968年オックスフォード大学、ハイデルベルク大学で研究し、1970年9月九州大学教養部長に就任。同年、福岡山の会のダウラギリ登山隊の隊長となり、登頂に成功する。1978年4月九州大学に健康科学センターを創設し、初代センター長に就任。1984年福岡山の会会長に就任。1989年3月退官し九州大学名誉教授となる。
1990年4月久留米大学附設中学校・高等学校校長に就任し、1993年3月に退任後は同名誉校長となる。2000年福岡県山岳連盟会長に就任。2004年瑞宝中綬章を受章。
2008年肝細胞癌のため死去。叙従四位。